# Raúl de Juana
Raúl de Juana Canal (Santa Cruz de Bezana, Cantabria, 1969) es un jugador de bolo palma que juega en la Peña Bolística Hermanos Borbolla Villa de Noja. Ha sido 1 vez campeón de España y de Cantabria individualmente. Ha ganado 8 ligas, 7 copas Presidente, 7 Copas federación española o Liébana, 4 copa Apebol y 6 supercopas.

## Palmarés individual
- 1 vez Campeón de España de Bolos: 2002.
- 1 vez Campeón de Cantabria de Bolos: 2004.
- 2 veces Campeón España Sub-23: 1988 y 1992
- 3 veces subcampeón de CIRE-1ª Categoría: 1990, 1997 y 2002

## Palmarés parejas
- 5 veces Campeón de España de Bolos de Parejas: 1997, 1998, 1999, 2004 y 2005.
- 5 veces Campeón de Cantabria de Bolos de Parejas: 1994, 1997, 1999, 2002 y 2004.
- 5 veces Campeón CIR-1P: 2002, 2003, 2004, 2013 y 2017

## Palmarés equipos
- 3 veces Campeón de la Liga Nacional de Bolos: 1999, 2004 y 2008.
- 6 veces Campeón de la Liga APEBOL: 2012, 2013, 2015, 2016, 2017 y 2020.
- 6 veces Campeón de la Copa Presidente de Cantabria: 1993, 1997, 2001, 2004, 2010 y 2012.
- 5 veces Campeón de la Copa Federación Española de Bolos: 1992, 2003, 2004, 2014 y 2017.
- 2 veces Campeón de la Copa Cantabria Infinita: 2010 y 2011.
- 4 veces Campeón de la Copa Apebol: 2010, 2011, 2013 y 2015.
- 7 veces Campeón de la Supercopa: 2002, 2004, 2005, 2009, 2016, 2017 y 2018.
- 1 Vez Campeón de la Liga 1ª: 2018
- 1 Vez Campeón de la Liga 3ª: 1986

## Medallas campeonato España-Interautonómico
| Medallas Cto España-Interautonómico |                    |                    |                    |        |
| Primera individual                  | Primera individual | 1 (02)             | 0                  | 0      |
| Primera parejas                     | Primera parejas    | 5 (97-98-99-04-05) | 5 (93-00-01-02-14) | 1 (07) |
| Sub-23 Individual                   | Sub-23 Individual  | 2 (88-92)          | 2 (90-91)          | 1 (87) |
| Juvenil                             | Juvenil            | 0                  | 1 (86)             | 1 (87) |

## Campeonato Cantabria
| Campeonato Cantabria | Campeonato Cantabria | 1990 | 1991 | 1992 | 1993 | 1994 | 1995 | 1996 | 1997 | 1998 | 1999 | 2000 | 2001 | 2002 | 2003 | 2004 | 2005 | 2006 | 2007 | 2008 | 2009 | 2010 | 2011 | 2012 | 2013 | 2014 | 2015 | 2016 | 2017 | 2018 |
| Primera individual   | Primera individual   | 11   | 6    | 6    | 7    |      |      | 12   |      | 3    |      | 3    | 15   | 8    | 14   | 1    | 6    | 11   |      | 12   |      | 7    | 14   |      |      |      |      |      |      |      |
| Primera parejas      | Primera parejas      |      |      |      | 3    | 1    | 2    | 7    | 1    | 5    | 1    | 7    | 3    | 1    | 2    | 1    | 2    |      | 4    |      |      | 2    |      | 4    |      | 2    |      |      | 5    |      |

## Campeonato España
| Campeonato España  | Campeonato España  | 1989 | 1990 | 1991 | 1992 | 1993 | 1994 | 1995 | 1996 | 1997 | 1998 | 1999 | 2000 | 2001 | 2002 | 2003 | 2004 | 2005 | 2006 | 2007 | 2008 | 2009 | 2010 | 2011 | 2012 | 2013 | 2014 | 2015 | 2016 | 2017 | 2018 | 2019 | 2020 |
| Primera individual | Primera individual | 5    | 6    | 12   |      | 8    | 18   | 20   | 6    | 8    | 6    | 7    | 14   | 11   | 1    | 8    | 7    | 6    | 14   | 6    | 12   | 7    | 19   | 16   | 23   | 12   |      | 8    |      |      |      |      |      |
| Primera parejas    | Primera parejas    |      |      |      |      | 2    | 5    | 4    |      | 1    | 1    | 1    | 2    | 2    | 2    | 4    | 1    | 1    |      | 3    |      |      | 4    |      | 4    |      | 2    |      |      | 6    | 7    |      | 4    |

## Clasificación circuitos CIRE bolos y CINA puntos
| Circuitos | Circuitos | 1989 | 1990 | 1991 | 1992 | 1993 | 1994 | 1995 | 1996 | 1997 | 1998 | 1999 | 2000 | 2001 | 2002 | 2003 | 2004 | 2005 | 2006 | 2007 | 2008 | 2009 | 2010 | 2011 | 2012 | 2013 | 2014 | 2015 | 2016 | 2017 | 2018 |
| CIRE-1    | CIRE-1    |      | 6    | 7    | 10   | 4    | 17   | 28   | 20   | 12   | 17   | 8    | 3    | 5    | 2    | 4    | 10   | 4    |      | 5    |      | 5    | 8    | 31   | 33   | 32   | 22   | 17   | 31   | 25   | 74   |
| CINA-1    | CINA-1    | 13   | 10   | 9    | 8    | 9    | 10   | 7    | 4    | 10   | 10   | 10   | 4    | 9    | 4    | 5    | 4    | 7    | 7    | 9    | 8    | 4    | 9    | 10   | 24   | 25   | 22   | 35   | 30   | 34   | 48   |
| CIRE-1P   | CIRE-1P   |      |      |      |      |      |      |      |      |      |      |      |      | 3    | 1    | 1    | 1    | 3    | 6    | 6    | 13   | 9    | 7    | 4    | 2    | 1    | 7    |      |      | 1    | 19   |

## Concursos CIRE-1, CINA-1 y CIR-1
- 2 veces Campeón concurso La Patrona, Torrelavega CINA-1: 1995 y 1999.
- 2 veces Campeón concurso Ciudad de Barcelona CINA-1: 2001 y 2009.
- 2 veces Campeón concurso Memorial Juan Álvarez, Molledo CINA-1 y CIR-1: 2008 y 2016.
- 1 vez Campeón concurso Villa de LLanes, CINA-1: 1988.
- 1 vez Campeón concurso Virgen del Puerto, Santoña CINA-1: 1991.
- 1 vez Campeón concurso San Isidro, Madrid CINA-1: 1995.
- 1 vez Campeón concurso Lubricantes B.P., Santander CIRE-1: 1995.
- 1 vez Campeón concurso Memorial Calixto García, Roiz CIRE-1: 1995.
- 1 vez Campeón concurso Nuestra Señora, Astillero CINA-1: 1996.
- 1 vez Campeón concurso San Antonio, Renedo CIRE-1: 1998.
- 1 vez Campeón concurso El Carmen de Camargo CIRE-1: 1999.
- 1 vez Campeón concurso Caja Cantabria, Noja CINA-1: 2000.
- 1 vez Campeón concurso Granja Torreón, Solorzano CIRE-1: 2003.
- 1 vez Campeón concurso San Cipriano, Panes CINA-1: 2003
- 1 vez Campeón concurso San Mateo, Reinosa CINA-1: 2003
- 1 vez Campeón concurso Villa de Comillas, Comillas CIRE-1: 2007.
- 1 vez Campeón concurso Bahía de Cádiz CIR-1: 2011.

## Concursos CIRE-1P
- 2 veces Campeón Ayuntamiento Arenas de Iguña, CIRE-1P: 2002 y 2005.
- 2 veces Campeón Memorial Baltasar Torre, Noja CIRE-1P: 2003 y 2007.
- 1 vez Campeón Valle de Piélagos, CIRE-1P: 2002.
- 1 vez Campeón Seguros Helvetia, Sobarzo, CIRE-1P: 2002.
- 1 vez Campeón Ayuntamiento de Santander CIRE-1P: 2004.

## Otros concursos individuales
- 2 veces Campeón Torneo del Millón: 1997 y 2003.
- 2 veces Campeón concurso San Pelayo, La Hermida: 1999 y 2002.
- 1 vez Campeón concurso Los Remedios, Coo de Buelna: 1987.
- 1 vez Campeón concurso Memorial Aureliano Gonzalez, Santibáñez: 2012.
- 1 vez Campeón concurso El Abrego, Cortiguera: 2002.
- 2 veces Campeón concurso Manuel Rotella, Torrelavega: 1991 y 1996.
- 1 vez Campeón concurso Seguros Bilbao, Torrelavega: 1991.
- 1 vez Campeón concurso Confecciones Hernández, Pontejos: 1991.
- 1 vez Campeón concurso Escuela taller, Reinosa: 1996.
- 2 veces Campeón concurso Galletas Cuetara, Santander: 1997 y 1998.
- 1 vez Campeón concurso GP Peñacastillo, Santander: 1997.
- 1 vez Campeón concurso Memorial Joaquin Cano, Santander: 1997.
- 2 veces Campeón concurso Memorial el Moreno, Cosio: 2004 y 2006.
- 1 vez Campeón concurso restaurante el marinero, La Acebosa: 2006.
- 2 veces Campeón concurso Memorial José María Cosio, Tudanca: 2004 y 2006.
- 1 vez Campeón concurso PRC, Santander: 2006.
- 1 vez Campeón concurso Memorial Tomas Cobo ¨Pinis¨, Aloños: 1998.
- 1 vez Campeón concurso Memorial Zurdo de BIelva, Bielva: 1997.
- 1 vez Campeón concurso Memorial Manuel Mijares, Cue: 2000.
- 1 vez Campeón concurso las botas, San Román de Cayón: 2000.
- 1 vez Campeón concurso Nuestra Señora de Gracia, Cicero: 2000.
- 1 vez Campeón concurso San Pelayo, Cicero: 2003.
- 1 vez Campeón concurso Real Sociedad de Tenis, Santander: 2003.
- 1 vez Campeón concurso San Pedro de las Baheras: 1997.
- 1 vez Campeón concurso San Roque, Selaya: 1997.
- 1 vez Campeón concurso Pub King´s, Oruña: 1996.
- 1 vez Campeón concurso San Roque, Quijano: 2001.
- 1 vez Campeón concurso Social P.B. Pontejos, Pontejos: 1995.
- 1 vez Campeón concurso Punta de Parayas, Maliaño: 1991.
- 2 veces Campeón concurso La Caixa, Coo de Buelna: 1991 y 2003.
- 1 vez Campeón concurso San Pantaleón, Liérganes: 1992.
- 1 vez Campeón concurso San Roque, Solares: 1992.
- 1 vez Campeón concurso Virgen de la Vega, Vega de Pas: 1992.
- 2 veces Campeón concurso Virgen del Monte, Mogro: 1995 y 1999.
- 2 veces Campeón concurso San Lorenzo, Pámanes: 1990 y 1991.
- 1 vez Campeón concurso San Cipriano, Santillana: 1990.
- 1 vez Campeón concurso Memorial J.M. Gómez ¨Chilli¨, Santander: 1995
- 3 veces Campeón concurso Virgen del Puerto, Santoña: 1991, 2005 y 2014.
- 1 vez Campeón concurso Villa de Noja: 1995.
- 1 vez Campeón concurso Homenaje a Paco Liaño, Bostronizo: 1988.
- 1 vez Campeón concurso Memorial Zurdo de Bielva: 1997..
- 1 vez Campeón concurso Memorial Antonio Toca, La Albericia: 2003.
- 1 vez Campeón concurso Homenaje a Coterillo, Suances: 2003.
- 1 vez Campeón concurso Solorzano: 1998.
- 3 veces Campeón concurso San Vicente de la Barquera, La Acebosa: 1997, 1999 y 2003.

## Otros concursos parejas
- 2 veces Campeón concurso Caja Cantabria, Santander: 2001 y 2002.
- 1 vez Campeón concurso Club Estradas, Comillas: 2001.
- 1 vez Campeón concurso Virgen de Latas, Somo: 2001.
- 1 vez Campeón concurso San Mamés, Meruelo: 2001.
- 1 vez Campeón concurso Memorial Jose Cabrero, Santander: 2001.
- 1 vez Campeón concurso Montajes Pedro, Maoño: 2002.
- 1 vez Campeón concurso Los Mártires, La Concha: 2002.
- 1 vez Campeón concurso restaurante el Marinero, La Acebosa: 2002.
- 1 vez Campeón concurso IberLiencres, Liencres: 2002.

## Trayectoria
- La Carredana (1988-1989)
- Pontejos (1990-1996)
- Peña Bolística Puertas Roper (1997-1998)
- Peña Bolística Hermanos Borbolla Villa de Noja (1999-2005)
- PB. Monte (1º categoría)(2006)
- Peña Bolística Hermanos Borbolla Villa de Noja (2007-actual)